# Nyctiophylax unguicularis
Nyctiophylax unguicularis is een fossiele soort schietmot uit de familie Polycentropodidae.